# Magnus Liljedahl
Magnus Liljedahl (* 6. März 1954 in Göteborg) ist ein ehemaliger US-amerikanisch-schwedischer Segler.

## Erfolge
Magnus Liljedahl nahm an den Olympischen Spielen 2000 in Sydney mit Mark Reynolds in der Bootsklasse Star teil. Mit 34 Punkten schlossen sie die Regatta einen Punkt vor dem britischen Boot und fünf Punkte vor den Brasilianern ab, womit sie Olympiasieger wurden. Bei Weltmeisterschaften sicherte sich Liljedahl mit Reynolds zunächst 1997 in Marblehead Silber und 1999 in Punta Ala Bronze, ehe ihnen 2000 in Annapolis der Titelgewinn gelang. 1997, 1998 und 2001 wurde er jeweils Europameister, dabei 2001 unter schwedischer Flagge. Im Jahr 2000 zeichnete der Weltverband World Sailing Liljedahl und Reynolds als Weltsegler des Jahres aus.